# Estació de Ciudad Expo
Ciudad Expo és una estació de la línia 1 del metro de Sevilla situada a la població de Mairena del Aljarafe. Va ser inaugurada el 2 d'abril del 2009, ja que forma part del primer tram (Ciudad Expo - Condequinto) ha inaugurar-se que forma part del primer ferrocarril metropolità d'Andalusia.
| Metro de Sevilla       |          |       |          |                        |
| Procedència/Destinació | <        | Línia | >        | Procedència/Destinació |
| terminal               | terminal |       | Cavaleri | Olivar de Quintos      |